# Krisztián Manhercz
Krisztián Péter Manhercz (Budapest, 6 febbraio 1997) è un pallanuotista ungherese.
È membro della squadra nazionale dell'Ungheria.

## Palmarès

### Club

#### Trofei nazionali
- Campionato ungherese: 2

Ferencváros: 2018, 2025
- Coupe de France: 1

Marsiglia: 2024
- Campionato francese: 1

Marsiglia: 2024
- Coppa d'Ungheria: 1

Ferencvaros: 2024

#### Trofei internazionali
- Coppe LEN: 1

Ferencváros: 2017-18
- Supercoppa LEN: 1

Ferencvaros: 2024
- LEN Champions League: 1

Ferencvaros:  2024-25

### Nazionale
- Olimpiadi

Tokyo 2020: 
- Mondiali

Budapest 2017: 
Fukuoka 2023: 
Singapore 2025: 
- Europei

Belgrado 2016: 
Budapest 2020: 
Spalato 2022: 
- Coppa del Mondo

Berlino 2018: 
Podgorica 2025: 
- World League

Budapest 2018: